# Nazionale femminile di calcio del Lussemburgo
La nazionale di calcio femminile del Lussemburgo  è la rappresentativa calcistica femminile internazionale del Lussemburgo, gestita dalla Federazione calcistica del Lussemburgo (FLF).
In base alla classifica emessa dalla Fédération Internationale de Football Association (FIFA) il 26 agosto 2016, la nazionale femminile occupa il 106º posto del FIFA/Coca-Cola Women's World Ranking, guadagnando due posizioni rispetto alla classifica redatta il 24 giugno 2016.
Come membro dell'UEFA partecipa a vari tornei di calcio internazionali, come al Campionato mondiale FIFA e al Campionato europeo UEFA.

## Storia

### Qualificazioni al campionato europeo femminile di calcio 2009
Il Lussemburgo partecipa per la prima volta alle qualificazioni al campionato europeo femminile di calcio nel 2009 dove viene inserita nella prima fase a gruppi insieme alla Slovacchia, la Lituania e Malta. In questa edizione colleziona una vittoria, un pareggio e una sconfitta che non le consentono di accedere alla fase successiva.

### Qualificazioni al campionato europeo femminile di calcio 2013
Nel 2011 viene inserita nella prima fase a gruppi insieme alla Macedonia, la Lituania e la Nazionale di calcio femminile della Lettonia vincendo una sola partita e perdendo le altre due. I tre punti guadagnati la fanno uscire di nuovo nella prima fase a gruppi.

### Qualificazioni al campionato mondiale femminile di calcio 2015
Nel 2013 nelle qualificazioni al campionato mondiale femminile di calcio 2015 viene inserita nel gruppo di qualificazione insieme a Malta, l'Albania e la Lettonia. In questa fase colleziona solo un pareggio e due sconfitte venendo eliminata.

### Qualificazioni al campionato europeo femminile di calcio 2017
Nel 2015 partecipa alle Qualificazioni al campionato europeo femminile di calcio 2017 dove nella prima fase a gruppi insieme alla Moldavia, la Lettonia e la Lituania coglie una sola vittoria e due sconfitte.

## Partecipazioni al campionato mondiale
- 1991: non ha partecipato
- 1995: non ha partecipato
- 1999: non ha partecipato
- 2003: non ha partecipato
- 2007: non ha partecipato
- 2011: non ha partecipato
- 2015: non qualificata
- 2019: non qualificata
- 2023: non qualificata

## Partecipazioni al campionato europeo
- 1984: non ha partecipato
- 1987: non ha partecipato
- 1989: non ha partecipato
- 1991: non ha partecipato
- 1993: non ha partecipato
- 1995: non ha partecipato
- 1997: non ha partecipato
- 2001: non ha partecipato
- 2005: non ha partecipato
- 2009: non qualificata
- 2013: non qualificata
- 2017: non qualificata
- 2022: non ha partecipato
- 2025: non qualificata